# Qendër Skrapar
Qendër Skrapar è una frazione del comune di Skrapar in Albania (prefettura di Berat).
Fino alla riforma amministrativa del 2015 era comune autonomo, dopo la riforma è stato accorpato, insieme agli ex-comuni di Çepan, Çorovodë, Gjerbës, Leshnjë, Potom, Bogovë, Vendreshë e Zhepë a costituire la municipalità di Skrapar.

## Località
Il comune è formato dall'insieme delle seguenti località:
- Zogazi
- Kalanjasi
- Dhorësi
- Veseshta
- Poleni
- Osoja
- Grepcka
- Liqethi
- Rehovica
- Orizaj
- Cerova
- Veleshnja
- Nishica
- Sharova
- Cerenishta
- Buzuqi
- Munushtiri
- Radeshi
- Korita
- Mollasi
- Gradeci
- Verzhezha
- Slatinja
- Strori